# Structure en trois actes

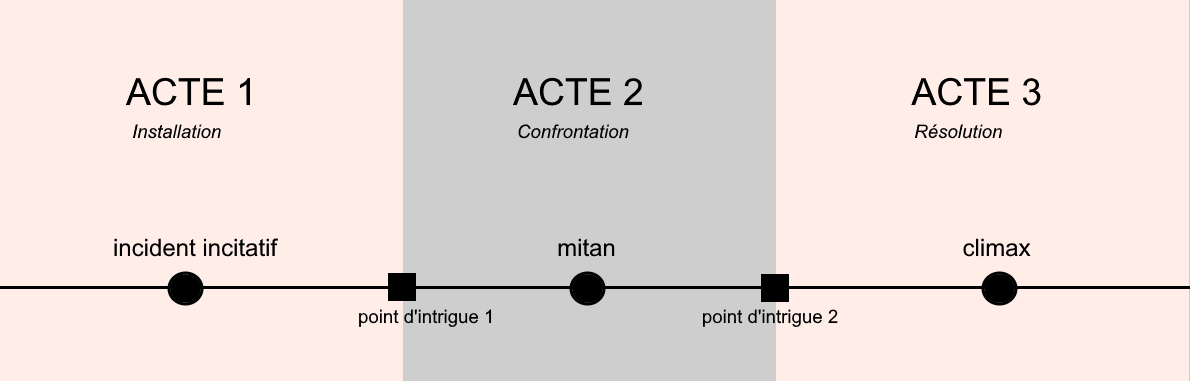
Une représentation visuelle de la structure en trois actes

La structure en trois actes (ou schéma tertiaire) est un modèle qui divise une fiction en trois parties (ou actes), souvent appelées l'exposition, la confrontation et la résolution.

## Définition
Selon Syd Field, la structure en trois actes se définit par, :
- dans une première partie l'établissement du thème avec le démarrage de l'intrigue au moment où le protagoniste se découvre un but, qu'il va chercher à atteindre,
- dans le second acte, la confrontation ou le mitan, où un retournement de situation dramatique l'empêche d'atteindre le but,
- dans le troisième acte, le protagoniste réussit ou échoue le but fixé et un épilogue montre les conséquences finales.

Il est possible de délimiter les actes avec des points correspondant à des événements empêchant tout retour en arrière (l'arrivée des aliens ou la mort de l'antagoniste par exemple).

## Applications
Pour concevoir une fiction, les scénaristes utilisent cette structure, dans les domaines du film, de la série télé ou du jeu vidéo,.
In media res serait ainsi une structure en trois actes, dont on aurait supprimé le premier, pour démarrer directement par la confrontation.

## Critiques
Plusieurs publications décrivent également cette structure narrative comme simpliste contrairement au schéma quinaire et mal adaptée à certains supports, comme le jeu vidéo.